# دانيال بادي
دانيال بادي (بالمجرية: Buday Dániel) مواليد 5 يناير 1981 في المجر، هو لاعب كرة يد مجري. مثل منتخب المجر لكرة اليد.

## سجل المنافسة
شارك في البطولات التالية:
- بطولة العالم لكرة اليد للرجال 2003
- بطولة أوروبا لكرة اليد للرجال 2004
- بطولة أوروبا لكرة اليد للرجال 2006

## الإنجازات
- الدوري المجري لكرة اليد:
  - الفوز: 2004، 2005، 2006
- كأس أبطال الكؤوس الأوروبية لكرة اليد:
  - النهائي: 2008

## روابط خارجية
- دانيال بادي على موقع الاتحاد الأوروبي لكرة اليد (الإنجليزية)